# Центральна армія (Японія)
Центральна армія (яп. 中部方面隊; Chūbunhōmen-tai), є одною з п'яти активних армій Сухопутних сил самооборони Японії зі штаб-квартирою в р-н Ітамі, преф. Хьоґо, регіон Кінкі. Центральна армія має дві піхотні дивізії (3-тя та 10-та), 5 бригад (2 піхотні (13-та, 14-та), змішана (навчальна), 4-та інженерна, тилового забезпечення), 2 групи (зенітну ракетну з ЗРК «Тип 03», армійської авіації), 3 полки (зв'язку, постачання і медичний), батальйон військової розвідки.

## Організація

Функціональна структура Центральної армії 2011 року
(натиснути на зображення для збільшення)

- Центральна армія, Ітамі
  -  3-тя піхотна дивізія, Ітамі. Відповідальна за захист 6 із 7 префектур регіона Кінкі (Хьоґо, Кіото, Нара, Осака, Сіґа і Вакаяма).
  -  10-та піхотна дивізія, Наґоя. Відповідальна за захист 5 префектур із 9 — регіона Тюбу (Айті, Фукуй, Ґіфу, Ісікава, Тояма) та преф. Міє регіона Кінкі.
  -  13-та піхотна бригада, м. Кайта, повіт Акі. Відповідальна за захист 5 префектур, регіону Тюґоку (Хіросіма, Окаяма, Сімане, Тотторі, Ямаґуті).
  -  14-та піхотна бригада, м. Дзенцуджі. Відповідальна за захист острова Сікоку (префектури — Токушіма, Ехіме, Каґава й Коті), найменшого з чотирьох великих островів Японського архіпелагу.
  - 4-та інженерна бригада, м. Уджі
  - Змішана (навчальна) бригада Центральної армії, м.Оцу
  - Група армійської авіації Центральної армії, м. Яо
  - Бригада тилового забезпечення, м.Кіото, префектура Кіото
  - Полк зв'язку Центральної армії, Ітамі
  - Медичний полк Центральної армії, Ітамі
  - Батальйон військової розвідки, Ітамі
  - Полк постачання Центральної армії, м. Уджі
  - 8-ма зенитно ракетна група, м.Оно («Тип 03 Chū-SAM»)

## Зовнішні посилання
- Central Army Homepage (Японська)